# 破·地獄
《破·地獄》（前名：《度脫之舞》）是2024年的香港劇情片，由陳茂賢導演和編劇，黃子華、許冠文、衛詩雅和朱栢康領銜主演。本片以香港殯儀業為題材，透過道教喪禮科儀法事破地獄，探討人與人之間聯繫、生與死議題。
《破·地獄》打破多項香港電影及票房記錄﹕於2024年11月9日在香港公映，首半日票房（截至11月9日下午5時）已經錄得超過550萬港元，打破2024年香港電影《九龍城寨之圍城》519萬港元的首日開畫票房紀錄，成為該年香港電影開畫票房冠軍。電影團隊於公映的第二日（11月10日）清晨在社交平台宣布，票房已衝破1,000萬，比黃子華分別主演的《毒舌大狀》（2023年）在第二日結算時破千萬，以及《飯戲攻心》（2022年）在第五日破千萬的紀錄更快。在2024年12月7日，上映了二十九日香港票房沖破1億2,200萬港元，超越《毒舌大狀》，成為香港史上最高票房的華語電影。2024年12月27日，本片上映四十九日，入場人次已達211.31萬，超越1982年上映的《最佳拍檔》211萬人次，成為香港最高入場人次的港產片。由於反應熱烈，在2025年4月4日（清明節）推出在香港戲院公映的加長版本。
2025年4月27日，本片於第43屆香港電影金像獎中獲提名競逐合共18個獎項，為金像獎創立以來獲提名獎項數量最多的電影之一（另一部是2010年第29屆香港電影金像獎中的《十月圍城》）。最終，《破·地獄》於該屆金像獎中獲頒最佳編劇、最佳女主角等合共5個獎項。

## 劇情

### 概要
香港新冠疫情造成百業蕭條，婚禮策劃師魏道生（黃子華飾）被迫改行成為一名喪禮經紀人。起初，道生因理念不合而屢與喃嘸師傅郭文（許冠文飾）產生磨擦及衝突。後來，隨著道生著手籌備五場逝者的喪事，眼見文哥對殯儀工作的一絲不苟，並親歷文哥與長子志斌（朱栢康飾）及幼女文玥（衛詩雅飾）相處的點點滴滴，加上一曲南音《客途秋恨》，遂慢慢改變道生看待殯儀業及生命的態度。

### 故事
魏道生是一名婚礼策划师，在香港新冠疫情封锁期间遭遇财务困境，决定转换职业跑道。他接管了女友曾美玉即将退休的叔叔经营的殡仪馆。在此期间，他结识了道教法师郭文，后者擅长执行名为“破地狱”的传统殡葬仪式。郭文最初对魏道生投身殡葬业的诚意持怀疑态度，并表现出对抗情绪。为缓和关系，魏道生前往郭文家中拜访，却目睹了郭文与同为道士的儿子郭志斌及任职急救员的女儿郭文玥之间的激烈争执。郭文玥对其父陈旧的观念，尤其是认为女性月经不洁而不适用于道教仪轨的看法，表达了强烈不满。
为使殡仪馆业务现代化，魏道生开始接受个性化定制服务并销售相关商品，但郭文对此非传统的经营方式表示反对。魏道生同意一位悲伤母亲的特殊请求，欲以木乃伊化的方式防腐处理其亡子遗体时，二人冲突加剧。尽管其他殡仪馆因请求异常而拒绝，魏道生则被对方提出的无上限预算所吸引。他最初试图利用无意中得知的郭志斌为让儿子入读天主教学校而受洗的秘密来要挟其协助，但郭志斌在看到已呈腐败状态的遗体后感到恐慌甚至呕吐。在魏道生感到无助之际，郭文出现并主动协助进行遗体防腐。事后，魏道生表达感谢，郭文却训诫他，指出此类处理方式会阻碍逝者转世。受此触动，魏道生决心深入学习殡葬业知识，接受了遗体接运、着装及防腐等专业培训。他日益增长的热忱逐渐获得了郭文的认可。一次晚餐中，魏道生分享了自己的人生经历，并感谢郭文教导他关怀逝者的重要性，这与他过去只关注生者的工作形成对比。与此同时，曾美玉告知魏道生自己已经怀孕，令他对未来感到犹豫不决。
某晚聚餐时，郭志斌的妻子透露了郭志斌已经受洗的事实，引发了次日的家庭对峙。郭文斥责郭志斌已丧失担任道士的资格，并在激动中突发中风。郭文入院后，郭志斌因儿子申请天主教学校失败而考虑移民墨尔本。郭文玥指责其不负责任，郭志斌则坦承自己从未想过要成为道士，并嫉妒妹妹能够摆脱家族“传男不传女”的殡葬事业束缚。郭文出院后，郭文玥承担起照顾责任，但他起初因其固有的性别歧视观念而拒绝女儿的帮助，甚至在她试图搀扶时出手打了她。最终，郭文态度软化，接受了女儿的照料，并在郭文玥被其婚外伴侣的妻子当众滋扰时挺身保护她。一晚，郭文将殡仪馆的牌照郑重交给魏道生，嘱托他接管生意。次日，郭文在睡梦中安详离世，留下字条感谢魏道生启发了他去关注生者的感受——这是他过去所忽略的。
在郭文的葬礼上，魏道生宣布“破地狱”仪式将由郭志斌和郭文玥共同主持。此举引发了在场众多殡葬业同行的强烈反对，他们无法接受女性担任道教法师。魏道生驳斥了他们的观点，并进一步揭示这是郭文的遗愿，希望郭文玥能够参与。尽管几乎所有宾客因仪式违背传统而抗议离场，郭志斌选择支持妹妹并提出指导她完成仪式。兄妹二人最终携手执行了法事，并在此过程中达成和解，郭志斌向妹妹致歉。经历了这一切的魏道生，对生命的意义有了更深刻的体悟。

## 演員
| 演員   | 角色       | 介紹 |
| ------ | ---------- | --- |
| 黃子華 | 魏道生     | 道生 原任職婚禮策劃師，因疫情令婚禮市場萎縮被迫轉行，欠債纍纍，每月須償還近十萬港元的債務 後受女友美玉叔父明叔引薦，成為喪禮經紀人 初時以為喪禮和婚禮的做法如出一轍，又認為只要賺錢就可以滿足客戶超乎現實的要求，結果屢遭郭文責罵 經過虛心學習喪禮禮儀及相關知識，加上自小稔熟南音《客途秋恨》，一次被郭文提起隨後對唱，一拍即合，最終被郭文視為拍檔 由於經常出入郭文的家，與郭文玥及郭志斌熟稔 郭文突然中風，常到其家中探望，其後郭文離世，為郭文遺體化妝及主持其喪禮，並在靈堂上宣告郭文遺願，指定郭志斌及郭文玥為父親破地獄 郭文玥身為女性有違破地獄習俗，惹起在場喃嘸同業不滿，仍堅決執行郭文遺願，向反對者下達逐客令，最後郭氏兄妹仍為父親完成破地獄法事，功德圓滿                                                                                       |
| 許冠文 | 郭文       | 文哥、Hello文 郭文玥、郭志斌之父，任職喃嘸師傅，行內的老行尊 承繼先父祖業成為第二代喃嘸傳人 做事執著別人覺得麻煩難受，被同行謔稱他為「Hello文」 因配合其職業自行茹素，喜歡吃益記餅家的合桃酥及喝大紅袍茶 思想保守，遵從古訓，性格火爆，輕視別人，對兒女苛刻，重男輕女，認為女人因有月經來潮而感到「骯髒」；討厭中英夾雜 十八歲認識其妻子，共享五十多年婚姻生活後妻子先逝 面對新拍檔魏道生，起初理念不合常衝突不斷，其後漸見魏道生有改善而改變態度，因一曲南音《客途秋恨》與魏道生投契，後來被郭志斌激怒，引致突發心臟病及腦部輕微中風，左邊身體癱瘓，不能獨自處理生活，出院後由郭文玥照顧 將文明殯儀的商業牌照交託給魏道生，惟禁止改名 睡夢中離世，被郭文玥發現 給遺書魏道生，認可其能「超渡生人」，稱其「partner」，委託其令自己的兒女釋懷，為他們生人破地獄 |
| 衛詩雅 | 郭文玥     | 文玥 郭文幼女，志斌胞妹 個性內向堅忍，表現堅強以掩飾內在的脆弱 任職消防處救護員，一次揹起男士遭家屬質疑，但順利揹上車 每當工作上遇到病人逝世，感到自己無用及氣餒時，就要尋求性交慰藉 自小看見父親練習，牢記喃嘸知識，欲成為喃嘸師傅，可惜喃嘸行業傳男不傳女，加上女性月經視為不潔之物，父親遵奉傳統觀念，重男輕女，與父親及兄長關係彼此隔膜，難解心結 父親中風出院後單獨照顧，可惜不得要領，發現父親在房中熟睡離世，在父親的喪禮上看到父親遺書而釋懷，原因是郭文為其取名「文玥」，意思就是郭文的珍寶，最後破例以女兒身與兄長一同為父親破地獄 |
| 朱栢康 | 郭志斌     | 志斌 郭文長子，郭文玥胞兄，已婚，育有一子 個性平庸懼內，沒有主見 由於要承繼衣砵，十八歲已輟學，迫不得已成為第三代喃嘸師傅，心想從此失去自由，一世離不開紅磡區的殯儀館，羨慕郭文玥生活上有選擇的自由 認為喃嘸師傅只是一份用來糊口的職業，儀式敷衍了事，更在喪禮期間偷看足球賽事直播 為兒子升學而領洗成為天主教徒觸怒郭文 被郭文發現繼續主持喃嘸的工作，於是郭文在某喪禮儀式進行前要其立即脫掉法衣及離開，感到職業受辱臨走前頂撞郭文兩句，引致其心臟病病發昏倒，後決定與妻兒移居墨爾本，留下郭文玥獨力照顧父親 知悉郭文離世後返港奔喪，最後與郭文玥一同為父親破地獄 |
| 周家怡 | 曾美玉     | 美玉 魏道生同居女友，明叔的侄女 本與魏道生有不結婚的共識，後來發現意外懷孕，因堅持誕下胎兒與魏道生意見不合而吵架 與明叔一起到郭文喪禮弔唁 最後與放下成見的魏道生共同組織家庭 |
| 秦沛   | 明叔       | 文明殯儀的合夥人，撿骨師，郭文多年的拍檔，美玉的叔叔 退休移民溫哥華，經美玉找了魏道生成為接班人，對魏道生為何仍未與美玉結婚略有微言，臨走前向魏道生示範執骨程序 郭文喪禮回港弔唁，向郭志斌及郭文玥表示兄妹間要相親相愛 |
| 方志駒 | 朱先生     | 文明殯儀的客戶之一，魏道生接待的第一筆生意 為喜愛跑車的親弟安排殯儀儀式，接受魏道生的所有建議，魏道生在儀式上展示能活動的紙紮跑車瑪莎拉蒂祭品，回憶親弟於該款瑪莎拉蒂罹難，於是怒言要投訴魏道生 |
| 劉若寶 | 朱太太     | 文明殯儀的客戶之一，與丈夫為小叔安排殯儀儀式，主張儀式要相當得體 商討期間提醒丈夫親友大多居住在外地 儀式中魏道生展示紙紮跑車祭品，即時大叫及表現不滿 |
| 張凱娸 | 張家敏     | 郭志斌妻子，一家與郭文及郭文玥同住 為增加兒子進入名校聖家書院的機會，要求擔任喃嘸師傅的丈夫信奉天主教及已領洗，引發家庭糾紛，後與郭志斌及兒子移居墨爾本 |
| 顏柏霖 | 郭泳洋     | 洋洋 郭志斌兒子，資優學生 郭志斌希望其成材，但父母領洗信教亦不足以達標入讀名校聖家書院，後轉至墨爾本升學。 |
| 韋羅莎 | 甄茵       | 甄小姐 文明殯儀的客戶之一，魏道生接待的第二筆生意 不肯相信兒子離世，不想兒子遺體入棺火化，欲將遺體製成木乃伊，並以真空防腐方法放在棺材中長久保存，寄望未來科技可以令兒子復活 親自找尋各區承辦商處理，並以要求金絲楠木製的棺材測試店舖態度，所有人認為她是瘋子，沒有長生店接受這單生意，亦因兒子已死去一段時期，不符合人體冷凍公司接收的資格 直至找上魏道生，魏道生為巨額報酬答應 最後魏道生及郭文合力為其兒子遺體作防腐處理及真空密封程序後，將遺體寄厝於東華義莊，最後感謝魏道生完成委託 為客戶完成工作後，魏道生認為自己為客戶盡了便心，但郭文認為他這樣做是害了往生者的來世福祉 |
| 楊子漮 | 甄茵兒子   | 遺體在殮房存放了半年，沒有防腐，屍體發臭 郭志斌領洗成為天主教徒一事被魏道生發現，魏道生借此迫使郭志斌答應協助處理遺體。魏道生及郭志斌處理遺體，郭志斌不適嘔吐中途離開，魏道生單獨為遺體消毒，困難重重，郭文突然出現相助，兩人合力完成防腐處理及真空密封程序，處理後的遺體寄厝於東華義莊 郭文及郭志斌補辦一場法事超度亡魂，輪迴轉世 |
| 金燕玲 | 曾淑蓮     | 蓮姐 紅磡「曲街27號」燉湯小店店主，與老伴強叔從小販檔做起，強叔逝世後獨自守住店鋪。由於店鋪在郭家及殯儀館附近，魏道生是小店常客，而郭文玥下班後常來探望。視郭文玥為家人，特意為郭文玥預留紅棗茶及蘋果水 讓郭文玥檢查身體，對其隱瞞腿部的痛楚，被發現患有高血壓及水腫 數天後在店內突然暈倒，郭文玥的救護車到場，郭文玥明知其當場死亡仍執意搶救，被林永安制止 魏道生為其先人化妝及執形，蓋棺時魏道生發現遺漏其眼鏡，立即找回補放 |
| 駱振偉 | 林永安     | 安仔 郭文玥的救護員同事，在救護車上合作無間 在救護車上接獲消息，與郭文玥前往搶救蓮姐，最後宣告蓮姐死亡 |
| 白只   | 黎先生     | 文明殯儀的客戶之一，魏道生接待的第三筆生意 熙雯之夫，生意大忙人，認為金錢可解決一切，對妻子的喪禮安排顯得不太關心，要求魏道生喪禮儀式要配合股票交易時間，以酬金要脅魏道生阻止蘇蘇在殯儀館出現 |
| 梁雍婷 | 蘇蘇       | 熙雯的女友，重視與熙雯的感情 欲見之最後一面，卻遭黎先生阻撓 在魏道生為熙雯作先人化妝時突然出現，坐在一旁默默觀看，魏道生沒有阻撓，離開前在熙雯左手無名指戴上戒指，魏道生察覺兩人的同性戀人關係 事後收到魏道生送贈一條藏有熙雯骨灰的頸鍊。魏道生因此被郭文埋怨，火化後留下的骨灰不能轉贈他人，而魏道生卻辯稱黎先生授權代為處理其太太的骨灰 |
| 陳珮欣 | 熙雯       | 黎先生的妻子，蘇蘇的女友其喪禮及遺體皆由魏道生及Suey打理 Suey受魏道生提示勿以「黎太」作稱呼 |
| 鍾雪瑩 | Suey       | 魏道生婚禮策劃公司前員工，隨魏道生轉行，魏道生最得力助手 工作時常跟隨魏道生左右，擅長配合魏道生的決定及節奏作出應變，致力向魏道生學習喪禮禮儀，但亦曾經拒絕魏道生指派消毒屍體及真空密封的工作 |
| 谷德昭 | Nelson     | 聖家書院校董，魏道生的朋友 被魏道生相約見面，得知郭志斌夫妻渴望兒子入讀聖家書院 向郭志斌表示購買四百萬港幣學校債券可讓其兒子入學 只在加長版出現 |
| 岑珈其 | 魏進生     | 魏道生同父異母的親弟 與久未重逢的親兄見面，透露父親死前留了一幀相片給魏道生 相片是魏道生童年與生父生母的三人合照。相片背後寫上「請原諒」三個字 只在加長版出現 |
| 周芷慧 |            | 魏道生婚禮策劃公司前員工，隨魏道生轉行，魏道生得力助手 負責接待客戶，個性認真，會因殯儀館仵工不肯為屍體穿衣服而爭執，亦會認為將兒子屍體製成木乃伊的客戶是瘋子 |
| 車駿禧 | Yman       | 魏道生婚禮策劃公司前員工，後跟隨魏道生轉行，得力助手 負責後勤，拍攝魏道生將紙紮跑車瑪莎拉蒂祭品移入靈堂 |
| 馬志威 | 急症室醫生 | 郭文玥的情夫，每當郭文玥在工作遇到病人逝世，心情感到沮喪，就會受要求與其性交慰藉，性事後郭文玥會立即離開，不與其發展友情或愛情 勸慰郭文玥如看淡生死，不要為蓮姐之死而難過 |
| 艾妮   | 醫生妻子   | 得知丈夫與郭文玥有染，在紅磡街頭掌摑郭文玥，被坐輪椅的郭文阻擋，事後郭文內疚對女兒的父愛太少 |
| 秦楚瀅 | 遺體化妝師 | 在殯儀館為先人化妝及執形 由於樣子青春，魏道生誤以為是新入行的少女，心生不忿，與魏道生討價還價，後收取魏道生報酬向其教授先人化妝及執形的技巧 |
| 曾睿智 | 殯儀館     | 平常只負責搬運屍體，常稱屍體為「魚」 魏道生加錢一千二百元才肯為屍體穿衣服，搬運時將紙紮祭品放在屍體上，被魏道生阻止，後再收魏道生一千元示範先人穿衣服的技巧 |

## 製作
2024年1月4日，電影在大埔舉行開鏡儀式。並是許冠文和黃子華繼32年前的《神算》後再度合作，亦是首次有香港電影主要於殯儀館和義莊取景。衛詩雅、朱栢康及梁雍婷繼《不日成婚》及《不日成婚2》後，第三度參演導演陳茂賢的電影，而陳茂賢亦找來合作過的白只及金燕玲演出。
電影拍攝地點主要集中在九龍紅磡區，包括老龍坑街、寶其利街寶利商場地鋪、溫思勞街、曲街、暢行道、機利士南路、暢通道行人天橋及萬國殯儀館，另外亦在粉嶺和合石墳場、九龍灣宏照道茶居、薄扶林東華義莊、及沙田圓洲角體育館外取景拍攝。
2024年6月20日，本片正式發佈初版預告片段及海報，以及公佈正式上映日期。
電影原片長超過三個小時，為配合戲院播放而被導演陳茂賢刪減許多。上映版本導演表示是第四十九號版本，其中岑珈其飾演道生的親弟、谷德昭飾演道生的朋友戲份全部放棄，另外黃子華、許冠文、朱栢康、白只、周家怡及金燕玲部份戲份亦遭被剪走。上映版本片長127分鐘，香港電影級別為IIB級，之後在2025年4月4日在香港戲院上映加長版本，片長140分鐘，補回部份被剪走的片段。

## 主題曲
2024年10月8日，英皇電影於官方社交平台預告電影主題曲正在準備中，並於2日後2024年10月10日公佈主題曲由唱作歌手林家謙一手包辦曲、詞、編、監、唱。
| 曲序 | 曲目     |        | 作曲   | 编曲   | 監製   | 演唱   |
| ---- | -------- | ------ | ------ | ------ | ------ | ------ |
| 1.   | 普渡眾生 | 林家謙 | 林家謙 | 林家謙 | 林家謙 | 林家謙 |

## 電影原聲配樂列表
| 曲序 | 曲目                                |
| ---- | ----------------------------------- |
| 1.   | 紅磡（Hung Hom）                    |
| 2.   | 破九磚（Break Nine Bricks）         |
| 3.   | 墳墓（The Grave）                   |
| 4.   | 父女（Father and Daughter）         |
| 5.   | 安魂四重奏（Requiem Quartet）       |
| 6.   | 瑪莎拉蒂（Maserati）                |
| 7.   | 包紮兒子（Mummify the Son）         |
| 8.   | 甄小姐謝謝道生（Gratitude）         |
| 9.   | 遊十殿（Ten Halls of Justice）      |
| 10.  | 禮儀師（Mortician）                 |
| 11.  | 蓮姐死（Death of Ms.Lin）           |
| 12.  | 遺體化妝（Embalmer）                |
| 13.  | 戒指（The Promise）                 |
| 14.  | 兄妹（The Sibling）                 |
| 15.  | 文哥（The Old Man）                 |
| 16.  | 文玥（The Daughter）                |
| 17.  | 文哥離世（Departure）               |
| 18.  | 文哥的信（Last Words from Man Gor） |
| 19.  | 兄妹破九磚（Breaking Hell's Gate）  |
| 20.  | 度脫之舞（The Last Dance）          |
| 21.  | 超渡（Soul Relieved）               |
| 22.  | 客途秋恨（Song of the Exile）       |

## 发行
在香港，本片11月9日於英皇院線正式上映，期間與同月在百老匯院線上映的《焚城》聯合推出「焚起鬥志 破釜沉舟」電影套票，成為兩院線破天荒的合作。
2025年2月14日，本片榮獲第43屆香港電影金像獎18項提名，追平2009年香港電影《十月圍城》於第29屆香港電影金像獎同獲18項提名的數量紀錄；英皇電影並於同日宣布於同年4月4日（清明節）公映本片加長版。

## 票房
《破·地獄》首日在香港上映，全日入場107,344人次，錄得7,466,387港元票房，均超越2016年的《寒戰2》，創下「史上最高香港電影開畫票房」及「香港電影開畫日最高入場人次」紀錄。
2024年11月10日，上映兩日，香港票房衝破1,000萬港元，超越同年電影《九龍城寨之圍城》三日破千萬票房的紀錄，亦同時打破黃子華另外兩部電影《飯戲攻心》五日破千萬票房，以及《毒舌大狀》兩日破千萬票房的速度。截至晚上八時，《破·地獄》票房再衝破1500萬，兩度打破票房紀錄。 
2024年11月11日，上映三日，香港票房衝破2,000萬港元。 
2024年11月16日，上映八日，單日港澳票房達$9,055,433，再破《寒戰2》取得「香港電影單日最高票房紀錄」，單日入場人次更達到127,741人。累積香港票房衝破5,000萬港元。
2024年11月21日，上映十三日，香港票房衝破7,000萬港元，累積入場人次更突破100萬人。
2024年11月27日，在英國及愛爾蘭上映十二日，當地票房合計已超越王家衛導演的《2046》，成為英國及愛爾蘭史上票房第三的港產片。
2024年11月28日，上映二十日，香港票房衝破1億港元，繼《毒舌大狀》及《九龍城寨之圍城》後，香港電影史上第三部打破1億港元的港產片，亦同時成為黃子華及2024年第二部打破該票房紀錄的港產片。
2024年12月1日，上映二十三日，香港票房衝破1億1,000萬港元，超越《九龍城寨之圍城》成為2024年全年最賣座華語電影。
2024年12月7日，上映二十九日，香港票房衝破1億2,200萬港元，超越另一套由黃子華主演的電影《毒舌大狀》，成為史上香港最高票房之華語電影。
2024年12月8日11:39:35，在中國大陸上映前六日，點映及預售票房破1000萬人民幣。
2024年12月11日，上映三十三日，香港票房衝破1億3000萬港元，成為首部史上打破香港票房紀錄的港產片。
2024年12月13日，在中國大陸上映前一日，超越《海綿寶寶：拯救比奇堡》成為中國大陸2024年進口家庭片票房及觀影人次第一。
2024年12月14日13:20:39，在中國大陸上映4時20分，票房破4000萬人民幣，同日20:00:58，在中國大陸上映11小時，票房破5000萬人民幣。
2024年12月15日，上映三十七日，香港票房衝破1億3500萬港元，成為首部打破該票房紀錄的港產片。
2024年12月16-19日是中國大陸日票房冠軍。
2024年12月20日，在中國大陸上映6天，票房破1億人民幣。
2024年12月28日，上映五十天，香港及澳門票房合共衝破一億五千萬港元，成為首部打破該票房紀錄的港產片，同時成為本地最賣座電影第4位。
2024年12月28日，《破·地獄》在馬來西亞的票房也突破1602萬，不只刷新香港動作電影《九龍城寨之圍城》的票房紀錄，也成為近五年來最高票房的香港電影。
2025年4月4日，《破·地獄》加長版日前於馬來西亞與香港同步上映。《破·地獄》加長版，全長140分鐘，新增13分鐘從未曝光的珍贵片段。
2025年4月11日，香港票房正式超越《復仇者聯盟3：無限之戰》，成為史上本地最賣座電影第3位。
2025年5月2日，《破·地狱》港澳累積票房數字高達一億六千九百二十一萬 。
2025年5月18日，《破·地狱》港澳累積票房數字已逾一億七千萬。
| 上一届： 《焚城》 | 2024年香港一週票房冠軍 第45-51週 | 下一届： 《誤判》 |
| 上一届： 《焚城》 | 2024年香港週末票房冠軍 第45-51週 | 下一届： 《誤判》 |

## 國際參展
| 國家   | 影展／電影節               | 項目                |
| ------ | -------------------------- | ------------------- |
| 美国   | 第44屆夏威夷國際電影節     | 參展電影之一        |
| 日本   | 第37屆東京國際電影節       | World Focus參展電影 |
| 荷蘭   | 第54屆鹿特丹影展           | 參展電影之一        |
| 日本   | 第20屆大阪亞洲電影節       | 參展電影之一        |
| 美国   | 第19屆芝加哥亞洲躍動電影節 | 參展電影之一        |
| 義大利 | 第27屆遠東國際電影節       | 競賽單元            |
|        | 第29屆富川國際奇幻電影節   | 參展電影之一        |

## 獎項及提名
| 年份 | 頒獎典禮                       | 獎項                           | 入圍者                                | 結果 |
| ---- | ------------------------------ | ------------------------------ | ------------------------------------- | ---- |
| 2024 | 第39屆華鼎獎                   | 華語最佳影視女演員             | 衛詩雅                                | 獲獎 |
| 2024 | 第61屆亞太影展                 | 最佳女主角                     | 衛詩雅                                | 獲獎 |
| 2024 | 第61屆亞太影展                 | 最佳导演                       | 陈茂贤                                | 獲獎 |
| 2024 | 第61屆亞太影展                 | 最佳美术指导                   | 姚漢文                                | 獲獎 |
| 2024 | 第61屆亞太影展                 | 最佳剪接                       | 张叔平、彭正熙                        | 獲獎 |
| 2024 | 第61屆亞太影展                 | 最佳電影                       | 不適用                                | 提名 |
| 2024 | 第61屆亞太影展                 | 最佳男主角                     | 黃子華                                | 提名 |
| 2024 | 第61屆亞太影展                 | 最佳男配角                     | 朱栢康                                | 提名 |
| 2024 | 第61屆亞太影展                 | 最佳原著劇本                   | 陳茂賢                                | 提名 |
| 2024 | 第61屆亞太影展                 | 最佳攝影                       | 潘耀明                                | 提名 |
| 2024 | 第61屆亞太影展                 | 最佳化妝及服裝設計             | 利碧君                                | 提名 |
| 2024 | 第61屆亞太影展                 | 最佳原創音樂                   | 朱芸編                                | 提名 |
| 2024 | 第61屆亞太影展                 | 最佳音效                       | 姚俊軒                                | 提名 |
| 2024 | 第61屆亞太影展                 | 最佳視覺效果                   | 陳迪凱                                | 提名 |
| 2025 | 第31屆香港電影評論學會大獎     | 推薦電影                       | 不適用                                | 獲獎 |
| 2025 | 第31屆香港電影評論學會大獎     | 最佳男演員                     | 許冠文                                | 提名 |
| 2025 | 第31屆香港電影評論學會大獎     | 最佳女演員                     | 衛詩雅                                | 提名 |
| 2025 | 2024年度香港電影導演會年度大獎 | 最佳男主角                     | 許冠文                                | 獲獎 |
| 2025 | 2024年度香港電影導演會年度大獎 | 最佳女主角                     | 衛詩雅                                | 獲獎 |
| 2025 | 2024年度香港電影導演會年度大獎 | 最佳男配角                     | 朱栢康                                | 獲獎 |
| 2025 | 2024年度香港電影編劇家協會大獎 | 年度推薦劇本                   | 陳茂賢、鄭緯機                        | 獲獎 |
| 2025 | 2024年度香港電影編劇家協會大獎 | 年度最佳電影角色               | 黃子華                                | 提名 |
| 2025 | 2024年度香港電影編劇家協會大獎 | 年度最佳電影角色               | 衛詩雅                                | 提名 |
| 2025 | 2024年度香港電影編劇家協會大獎 | 年度最佳電影角色               | 許冠文                                | 提名 |
| 2025 | 第18屆亞洲電影大獎             | 最佳男主角                     | 許冠文                                | 提名 |
| 2025 | 第18屆亞洲電影大獎             | 最佳男配角                     | 朱栢康                                | 提名 |
| 2025 | 第18屆亞洲電影大獎             | 最佳原創音樂                   | 朱芸編                                | 獲獎 |
| 2025 | 第43屆香港電影金像獎           | 最佳電影                       | 不適用                                | 提名 |
| 2025 | 第43屆香港電影金像獎           | 最佳導演                       | 陳茂賢                                | 提名 |
| 2025 | 第43屆香港電影金像獎           | 最佳編劇                       | 陳茂賢、鄭緯機                        | 獲獎 |
| 2025 | 第43屆香港電影金像獎           | 最佳男主角                     | 許冠文                                | 提名 |
| 2025 | 第43屆香港電影金像獎           | 最佳女主角                     | 衛詩雅                                | 獲獎 |
| 2025 | 第43屆香港電影金像獎           | 最佳男配角                     | 朱栢康                                | 獲獎 |
| 2025 | 第43屆香港電影金像獎           | 最佳男配角                     | 秦沛                                  | 提名 |
| 2025 | 第43屆香港電影金像獎           | 最佳女配角                     | 梁雍婷                                | 提名 |
| 2025 | 第43屆香港電影金像獎           | 最佳女配角                     | 韋羅莎                                | 提名 |
| 2025 | 第43屆香港電影金像獎           | 最佳攝影                       | 潘耀明                                | 提名 |
| 2025 | 第43屆香港電影金像獎           | 最佳剪接                       | 張叔平、彭正熙                        | 提名 |
| 2025 | 第43屆香港電影金像獎           | 最佳美術指導                   | 姚漢文                                | 提名 |
| 2025 | 第43屆香港電影金像獎           | 最佳服裝造型設計               | 利碧君                                | 提名 |
| 2025 | 第43屆香港電影金像獎           | 最佳動作設計                   | 黃偉亮                                | 提名 |
| 2025 | 第43屆香港電影金像獎           | 最佳音響效果                   | 姚俊軒                                | 提名 |
| 2025 | 第43屆香港電影金像獎           | 最佳視覺效果                   | 陳迪凱                                | 提名 |
| 2025 | 第43屆香港電影金像獎           | 最佳原創電影音樂               | 朱芸編                                | 獲獎 |
| 2025 | 第43屆香港電影金像獎           | 最佳原創電影歌曲               | 《普渡眾生》 作曲、填詞、主唱：林家謙 | 獲獎 |
| 2025 | 第27屆遠東國際電影節           | Silver Mulberry Audience Award | 不適用                                | 獲獎 |
| 2025 | 第27屆遠東國際電影節           | Black Dragon Award             | 不適用                                | 獲獎 |

## 軼事
- 文玥为父亲破地狱的片段准备了将近一年。除演员卫诗雅需时适应相关身体动作外，更大的难题在于喃呒“传男不传女”，剧组花了数月才找到愿意教授他们的师傅，但也不愿意教全部的内容。剧组只好找两位师傅分别教授，再将各部分拼凑在一起，最后才学会完整一套的“破地狱”。[58]
- 為慶祝電影衝破開畫票房紀錄，電影公司在2024年11月16至17日以宣傳車形式向市民派雪糕（以任何1張戲票換領雪糕乙杯）。[59]但在11月17日，宣傳車在銅鑼灣因違例泊車被交通警檢控。
- 東華義莊為本片其中一個主要取景地點。為宣傳本片，東華三院特於2024年12月15日舉辦「《破·地獄》場景遊 - 東華義莊的歷史印記」導賞團活動。[60]
- 此片主角原型乃取材自電影的殯儀顧問潘英廉（William）[61]

## 外部連結
- 破·地獄的Facebook專頁
- 破·地獄的Instagram帳戶
- 破·地獄的新浪微博
- 香港影庫上《破·地獄》的資料（繁體中文）
- 豆瓣电影上《破·地獄》的資料 （简体中文）
- 互联网电影数据库（IMDb）上《破·地獄》的资料（英文）